# カーディフ・ラグビー
カーディフ・ラグビー（英: Cardiff Rugby）は、ウェールズ・カーディフに本拠地を置くラグビーユニオンクラブである。スタジアムはカーディフ・シティ・スタジアム。

## 歴史
2003年、カーディフ・ブルーズ（Cardiff Blues）として創設。ケルティックリーグ（現ユナイテッド・ラグビー・チャンピオンシップ）に参加。
2009年、欧州チャレンジカップで初優勝を果たした。
2021年、カーディフ・ラグビーに改称。
2024-25ユナイテッド・ラグビー・チャンピオンシップ全18節のうち第14節終了後、2025年4月9日に、カーディフ・ラグビー運営する法人が経営破綻した。即日ウェールズラグビー協会が運営を引き継ぎ、翌日にはチームを買い取った。同協会は、カーディフの新しい運営企業を探す見通し。

## タイトル
- 欧州チャレンジカップ…2009、2017
- アングロ・ウェルシュカップ…2008

## スコッド
2024-25シーズンのスコッド（2024年8月現在）
| フッカー - リアム・ベルチャー - エファン・ダニエル - ダヴィズ・ヒューズ - エヴァン・ロイド プロップ - キーロン・アシラッティ - リーズ・バラット(Rhys Barratt) - エディ・バーン - ジョー・コーウェル - ウィル・デーヴィス＝キング - コーリー・ドマコウスキー - リーズ・リテリック - ダニー・サウスワ―ス(Danny Southworth) ロック - セブ・デーヴィス - ベン・オドネル - ジョシュ・マクナリー - ローリー・ソーントン - テディ・ウィリアムズ | フランカー/No.8 - ジェームズ・ボタム - グウィン・ブラッドレイ - タウルペ・ファレタウ - アルン・ローレンス - アレックス・マン - マッケンジー・マーティン - ダン・トーマス - トーマス・ヤング (ラグビー選手) スクラムハーフ - エリス・べヴァン - アレッド・デーヴィス フライハーフ - ティンヌス・デ・ビアー - ローリー・ジェニングズ - コーラム・シーディ | センター - メイソン・グレイディ - レイ・リーロ - ハルリ・ミラード - ベン・トーマス ウイング - ジョシュ・アダムス - テオ・カバンゴ - ガブリエル・ハメー＝ウェッブ - イワン・ステファンズ フルバック - ジャコブ・ビーサム - キャメロン・ウィネット |
| | | |
| はキャプテン。 | | |

## 歴代所属選手
- マット・コベイン(Matt Cockbain)…オーストラリア代表63キャップ、1999・2003W杯2大会出場。現在NTTドコモレッドハリケーンズ大阪のヘッドコーチ。
- ジョナ・ロムー(Jonah Lomu)…ニュージーランド代表63キャップ、1995・1999W杯2大会出場。
- マアマ・モリティカ(Maama Molitika)…トンガ代表18キャップ、2007W杯出場。
- リー・ハーフペニー(Leigh Halfpenny)…ウェールズ代表89キャップ、現在はスカーレッツに所属。
- ブラッドリー・デーヴィス(Bradley Davies)…ウェールズ代表66キャップ、現在はオスプリーズに所属。
- マイク・フィリップス(Mike Phillips)…ウェールズ代表94キャップ、2007・2011・2015W杯3大会出場。
- ホアキン・トゥクレ(Joaquin Tuculet)…アルゼンチン代表56キャップ、現在はハグアレスに所属。
- コリー・ヒル(Cory Hill)…ウェールズ代表25キャップ、現在はドラゴンズに所属。
- ジェイミー・ロバーツ(Jamie Roberts)…ウェールズ代表94キャップ、現在はストーマーズに所属。
- リース・パッチェル(Rhys Patchell)…ウェールズ代表19キャップ、現在はスカーレッツに所属。
- キャンピージ・マアフ(Campese Ma'afu)…フィジー代表62キャップ、2011・2015・2019W杯3大会出場。
- ゲシン・ジェンキンス(Gethin Jenkins)…ウェールズ代表129キャップ、2003～2015W杯4大会出場。
- ルーカス・ゴンサレス＝アモロシーノ(Lucas Gonzalez Amorosino)…アルゼンチン代表52キャップ、2011・2015W杯2大会出場。
- コリー・アレン(Cory Allen)…ウェールズ代表6キャップ、現在はオスプリーズに所属。
- ペレ・カウリー(Pele Cowley)…サモア代表15キャップ、現在はオースティン・ギルグロニスに所属。
- キャム・ドラン(Cam Dolan)…アメリカ合衆国代表51キャップ、現在はニューオーリンズ・ゴールドに所属。
- アレックス・カスバート(Alex Cuthbert)…ウェールズ代表47キャップ、現在はエクセター・チーフスに所属。
- サム・ウォーバートン(Sam Warburton)…ウェールズ代表74キャップ、2011・2015W杯2大会出場。
- ギャレス・アンスコム(Gareth Anscombe)…ウェールズ代表27キャップ、現在はオスプリーズに所属。
- サム・マノア(Samu Manoa)…アメリカ合衆国代表22キャップ、2015W杯出場。
- ブレイン・スカリー(Blaine Scully)…アメリカ合衆国代表54キャップ、2011・2015・2019W杯3大会出場。
- フィロ・パウロ(Filo Paulo)…サモア代表37キャップ、2015・2019W杯出場。
- コリー・ヒル(Cory Hill)…ウェールズ代表29キャップ、現在は横浜キヤノンイーグルスに所属。
- ハラム・エイモス(Hallam Amos)…ウェールズ代表25キャップ、2015・2019W杯2大会出場。
- ドミトリー・アリップ(Dmitri Arhip)…モルドバ代表15キャップ。
- ディロン・ルイス(Dillon Lewis)…ウェールズ代表57キャップ、現在はハーレクインズに所属。
- リース・カレ(Rhys Carre)…ウェールズ代表20キャップ、現在はサラセンズに所属。
- ジョシュ・ナヴィディ(Josh Navidi)…ウェールズ代表通算33キャップ、2019W杯出場。
- ロイド・ウィリアムズ(Lloyd Williams)…ウェールズ代表通算32キャップ、2011・2015W杯2大会出場。
- トモス・ウィリアムズ(Tomos Williams)…ウェールズ代表58キャップ、現在はグロスターに所属。
- オーウェン・レーン(Owen Lane)…ウェールズ代表5キャップ、現在はヴァランス・ロマンス・ドロームに所属。
- リース・プリーストランド(Rhys Priestland)…ウェールズ代表通算52キャップ、2011・2015W杯2大会出場。
- マシュー・モーガン(Matthew Morgan)…ウェールズ代表通算5キャップ、2015W杯出場。
- リアム・ウィリアムズ(Liam Williams)…ウェールズ代表91キャップ、現在はクボタスピアーズ船橋・東京ベイに所属。